# 1129-й зенітний ракетний полк (Україна)
1129 зенітний ракетний Білоцерківський полк (1129 ЗРП, в/ч А1232) — формування зенітних ракетних військ у складі Сухопутних військ України. Дислокується в місті Біла Церква.

## Історія
19 січня 1992 року, після розпаду СРСР, 1129-й зенітний ракетний полк Радянської армії перейшов під юрисдикцію України, особовий склад присягнув на вірність українському народові.
За роки незалежності підрозділи полку постійно брали учать у бойових стрільбах зі штатного озброєння на полігоні «Чауда», що розташований в Автономній Республіці Крим.
З 1996 року полк в складі механізованої дивізії входить до Північного оперативно-територіального командування.[джерело?]
До 2002 року входив до складу 72-ї гвардійської механізованої дивізії. При перетворенні 72-й механізованої дивізії в бригаду 1129-й зрп вивели зі складу дивізії і перевели в пряме підпорядкування командувачу 8-го армійського корпусу Північного оперативного командування.
2004 року частина полку була включена до складу Об'єднаних сил швидкого реагування.

### Російсько-українська війна
Після початку російської агресії в березні 2014 року полк почав мобілізаційні заходи.
Згідно бойового розпорядження в липні 2014 року особовий склад частини вибув в район проведення АТО на територію Донецької та Луганської областей для несення бойового чергування з протиповітряної оборони з прикриття підрозділів спочатку в  складі Оперативно-тактичного угруповання «Полісся», а потім полк перейшов у фазу безпосереднього виконання завдань в зоні АТО.
2014 року 6-ю зентіно-ракетною батареєю полку в Дебальцевому було здійснено два бойові пуски та знищено один підтверджений ворожий БПЛА.
В червні 2015 року полк здійснив марш в район проведення АТО з метою посилення протиповітряної оборони та прикриття секторів. Формування виконувало завдання в таких населених пунктах, як Гранітне, Кутейникове, Дебальцеве, Попасна.
Після розформування 8-го армійського корпусу частина передана в безпосереднє підпорядкування оперативному командуванню.
Протягом наступних років полк брав участь у прикритті загальновійськових підрозділів від повітряного нападу та недопущення проведення розвідки противником на території Донецької та Луганської областей.
З квітня по листопад 2018 року полк виконував бойові завдання в зоні проведення Операції об'єднаних сил.[джерело?]
Кожного року полк займав призові місця в оперативному командуванні «Північ», а за підсмками 2021 року став найркащим серед полків.
Станом на 19 січня 2022 року за період проведення Антитерористичної операції/Операції об’єднаних сил понад 200 військовослужбовців нагороджені орденами «За мужність», «За заслуги» та іншими медалями і відзнаками Міністерства оборони України, Генерального штабу Збройних Сил України, командувача об’єднаних сил Збройних Сил України, командувача Сухопутних військ Збройних Сил України тощо.
Cтаном на початок літа 2025 року 1129‑й зенітно‑ракетний Білоцерківський полк є другим у п’ятірці військових частин-лідерів проєкту «Дронопад» за показниками, який забезпечив 41 збитий БпЛА у травні 2025 року.
Проєкт «Дронопад» сприяв максимально точному фіксуванню результатів взаємодії із Зенітно‑ракетними підрозділами, а також аналізу їхньої тактики. Основним акцентом стала системна перевірка локацій, вибір позицій із найкращим сектором обстрілу та документування результатів з використанням відео- й радіодоказів.

## Командування
- (1991—1997) полковник Котелянець Петро Олександрович[5][6]
- полковник Анатолій Андрієнко (2004-2007)
- полковник Юрій Соловей (2007-2012)
- полковник Фещенко Сергій Миколайович (2012-2018)[7]
- полковник Волощук Вадим Іванович (2018-2025)[8]
- полковник Нонка Сергій Валерійович (2025 - т.ч.)

## Традиції
Днем полку є 19 січня — в цей день в 1992 році особовий склад склав присягу на вірність українському народові
24 серпня 2022 року з метою відновлення історичних традицій національного війська, зважаючи на зразкове виконання покладених завдань під час захисту територіальної цілісності та незалежності України Президент України Володимир Зеленський присвоїв 1129 зенітному ракетному полку почесне найменування «Білоцерківський» та постановив надалі іменувати його — 1129 зенітний ракетний Білоцерківський полк Сухопутних військ Збройних Сил України.
28 липня 2023 року 1129 зенітний ракетний Білоцерківський полк Сухопутних військ Збройних Сил України указом Президента України Володимира Зеленського відзначений почесною відзнакою «За мужність та відвагу».

### Символіка
Власна символіка полку з'явилася в другій половині 1990-х років. Восени 1996-го начальник групи соціально-психологічного відділення 229-го механізованого полку 72-ї механізованої дивізії майор В.Пекний розробив систему нарукавних емблем управління та частин цього з'єднання. Емблеми частин мали вигляд щита єдиної форми та розмірів, розділеного по горизонталі на дві половини. У верхній половині щита містилася символіка дивізії: лук з трьома стрілами з міського герба Білої Церкви на тлі фортечної стіни і сонця, що сходить. Нижня половина щита призначалася для символіки конкретного полку чи окремого батальйону. Для 1129-го зенітного ракетного полку це було стилізоване зображення зенітного ракетного комплексу у поєднанні зі стрілою. За даними Олександра Муравйова, ця емблема не користувалася популярністю у військовиків частини, оскільки зображений зенітний ракетний комплекс не відображав комплекс, який перебував на озброєнні полку. Тому було розроблено новий варіант емблеми із іншою формою щита та зображенням 9К33 «Оса», що перебувала на озброєнні частини. Після того, як полк став окремим, на емблемі частково змінили написи, замість символу 72-ї механізованої дивізії з'явився герб міста Біла Церква, а лаврові гілки, що обрамляли зображення у центрі, замінили на листки і ягоди калини.
З упорядкуванням символіки частин 8-го армійського корпусу фахівці Відділу військової символіки та геральдики Генерального штабу ЗС України підготували доопрацьований варіант емблеми на основі малюнка, надісланого від зенітників.
Малюнок нарукавної емблеми полку 18 лютого 2010 року затвердив начальник Генерального штабу — Головнокомандувач ЗС України генерал армії України Іван Свида.
Станом на 2010 рік, нарукавна емблема полку мала вигляд фігурного щита чорного кольору з кантом золотого (жовтого) кольору. На щиті зображено бойову машину 9К33 «Оса», з ракетою, що виходить з контейнера, срібного (білого) кольору на тлі індикатора кругового огляду золотого (жовтого) кольору. У верхній частині щита — герб м. Біла Церква на тлі двох фігурних стрічок у кольорах прапора України, що вказує на місце дислокації частини. У нижній частині щита — напіввінок з листя і ягід калини, як символ України та її війська. Вінок перевитий у нижній частині червоною стрічкою з написом «1129».
На сучасному нарукавному знаку полку в червоно-зеленому розтятому щиті зображено золотий напнутий лук з трьома золотими стрілами вістрями вгору, що відтворює історичний герб м. Біла Церква 1620 року.

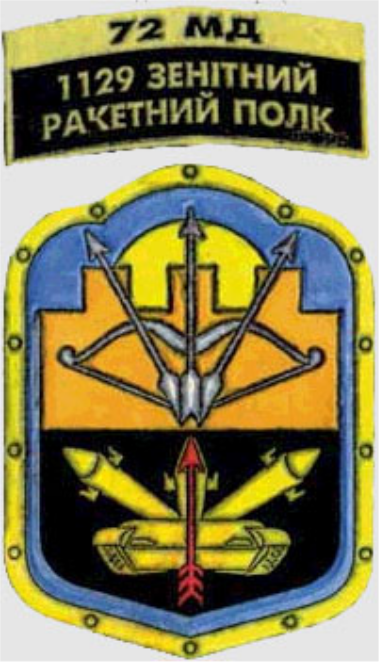
1996
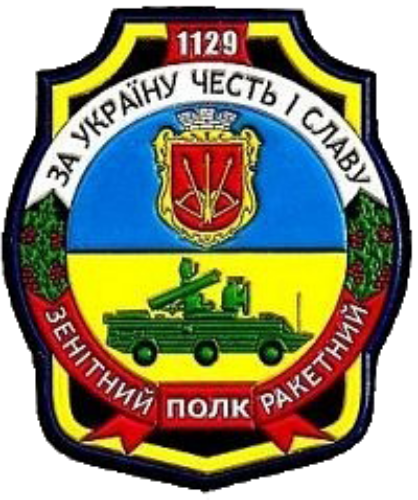
2000-2010
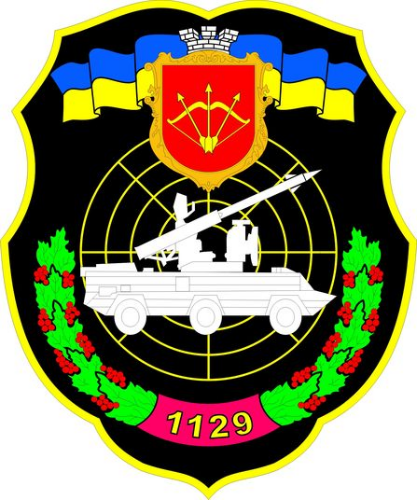
2010—2021
з 2021

## Озброєння
- 9К33 «Оса»[14]
- 2К12 «Куб»
- ЗУ-23-2
- AN/TWQ-1 Avenger[15]

## Втрати
1. 21 серпня 2014, лейтенант Єременко Андрій Віталійович
2. 4 грудня 2014, старший прапорщик Заболотній В'ячеслав Анатолійович
3. 20 січня 2016, солдат Слеповський Роман Олександрович[16]
4. 19 травня 2016, сержант Павленко Дмитро Петрович
5. 11 травня 2022, солдат Роєнко Роман Васильович
6. 5 травня 2023, молодший сержант Андрій Котлярський, позивний Кот. Загинув в селі Єлизаветівка Донецької області коли разом із побратимами їхав на бойове завдання, в їхню автівку влучила ворожа ракета.
7. 21 серпня 2024 — Володимир Швець[17].